# Tian Yi Ge

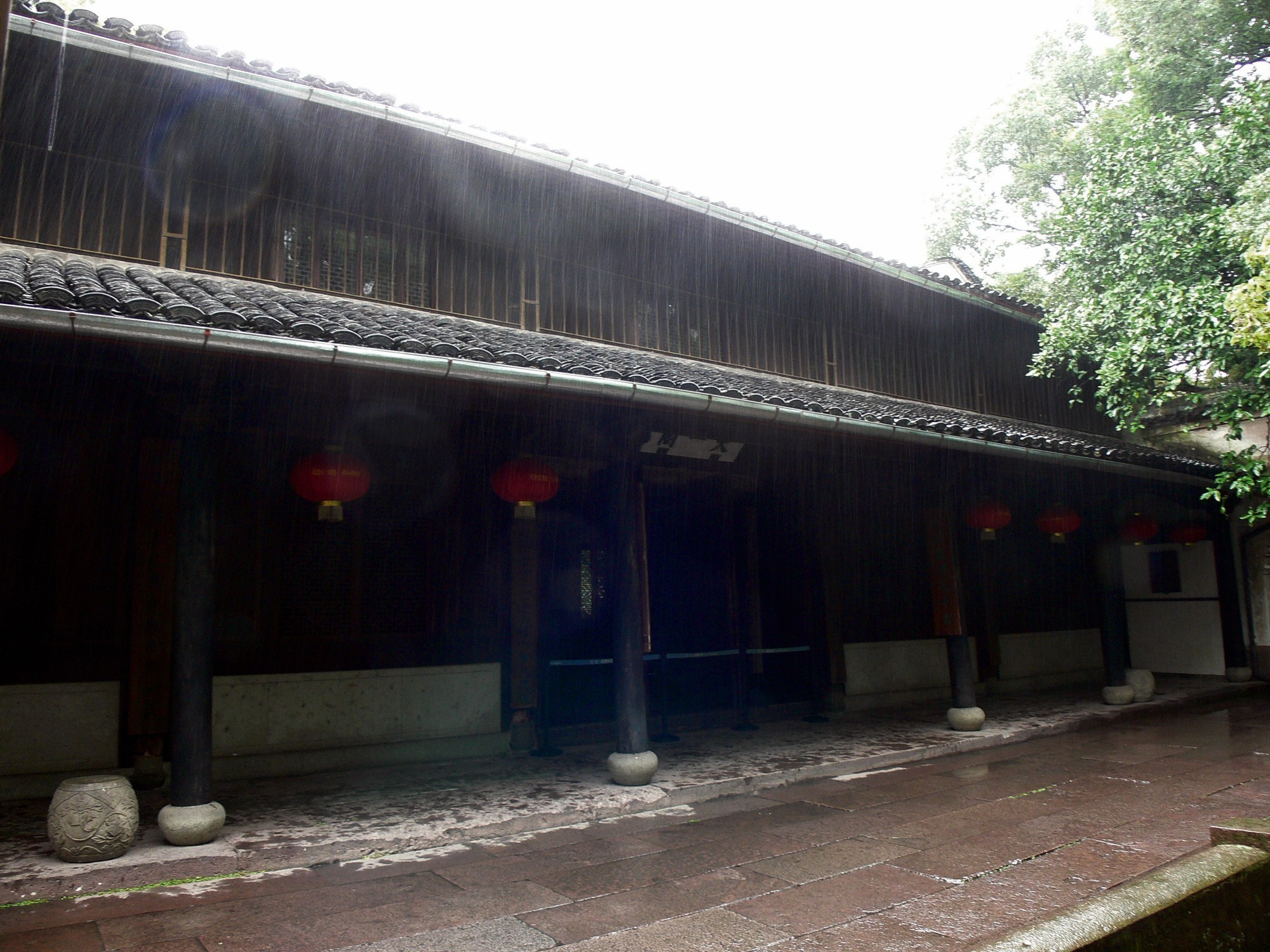
Biblioteca Tiān Yī Gé

Biblioteca Tiān Yī Gé respectiv  Pavilionul Tiān Yī Gé șamd. (scris cu caractere chineze 天一阁 pinyin Tiān yī gé) din  Ningbo, în provincia chineză Zhejiang este o bibliotecă particulară cu un parc grădină din perioada Dinastiei Ming întemeiată de  Fan Qin 范钦. Acolo se găsește și cea mai veche clădire a unei biblioteci din Chinacare a fost construită în  1561. COlecția bibliotecii adăpostește astăzi peste 300.000 de volume dintre care 80.000 sunt rarități din perioada dinastiei Ming.
Biblioteca Tiān Yī Gé se află din 1982 pe lista patrimoniului de stat al Republicii Populare Chineze(2-31).Începând cu anul 2010 a fost pornit un program de digitalizare a manuscriselor rare. Momentan pot fi accesate online 30.000 de manscrise vechi ale bibliotecii.

## Imagini

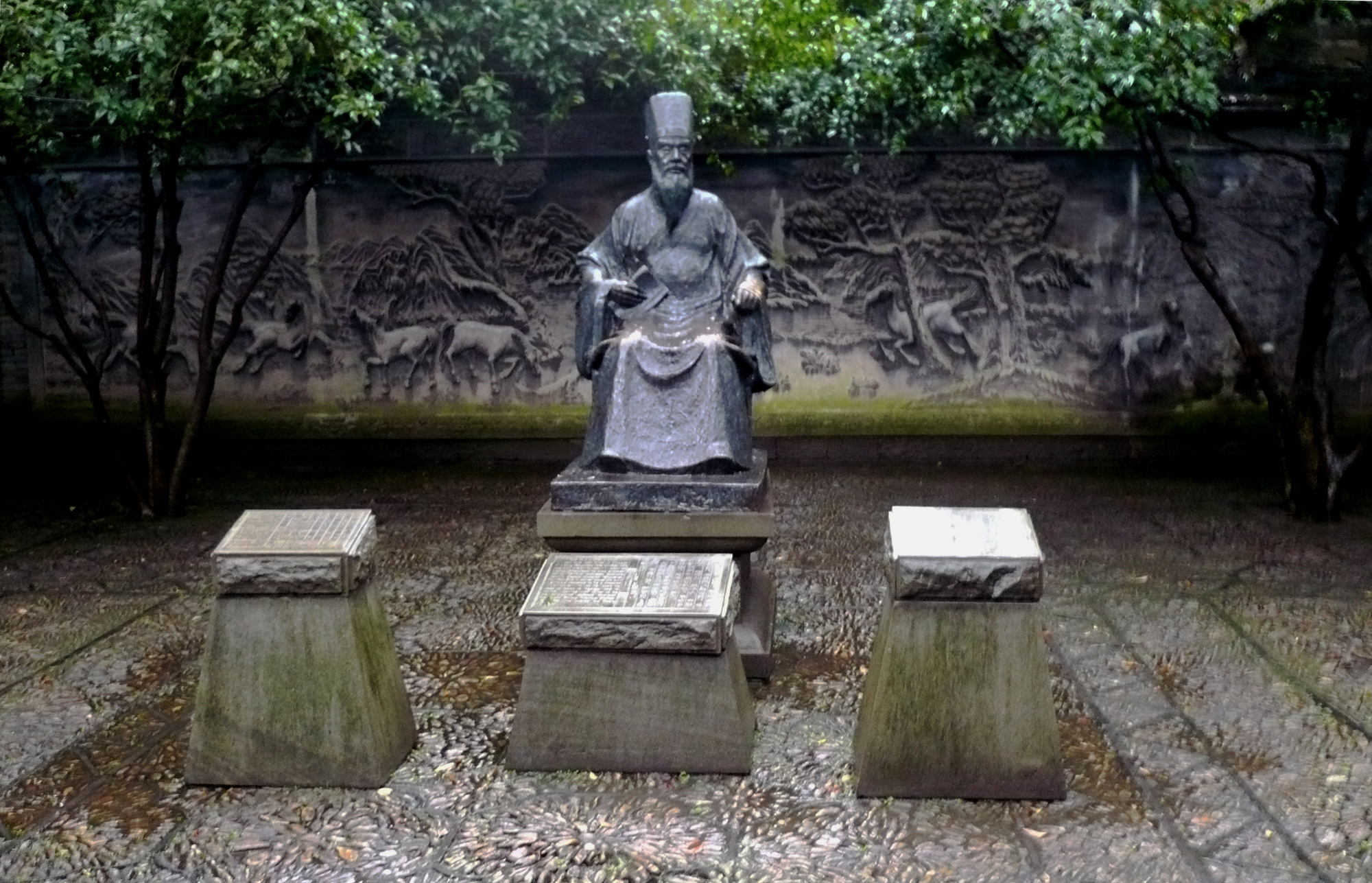
Statuia lui  Fan Qin
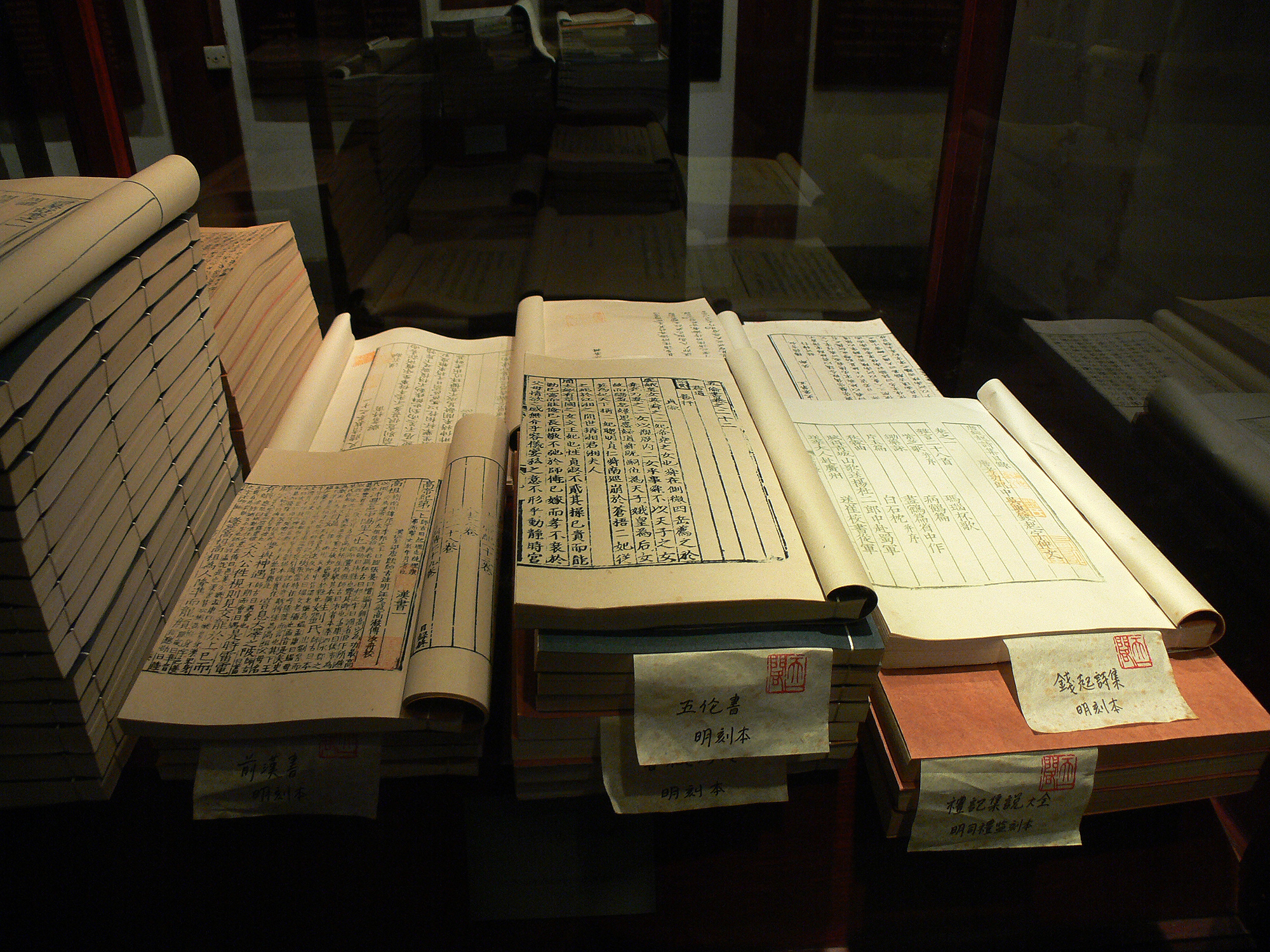
Cărți din perioada Dinastiei Ming aparținând colecției  Tian Yi Ge
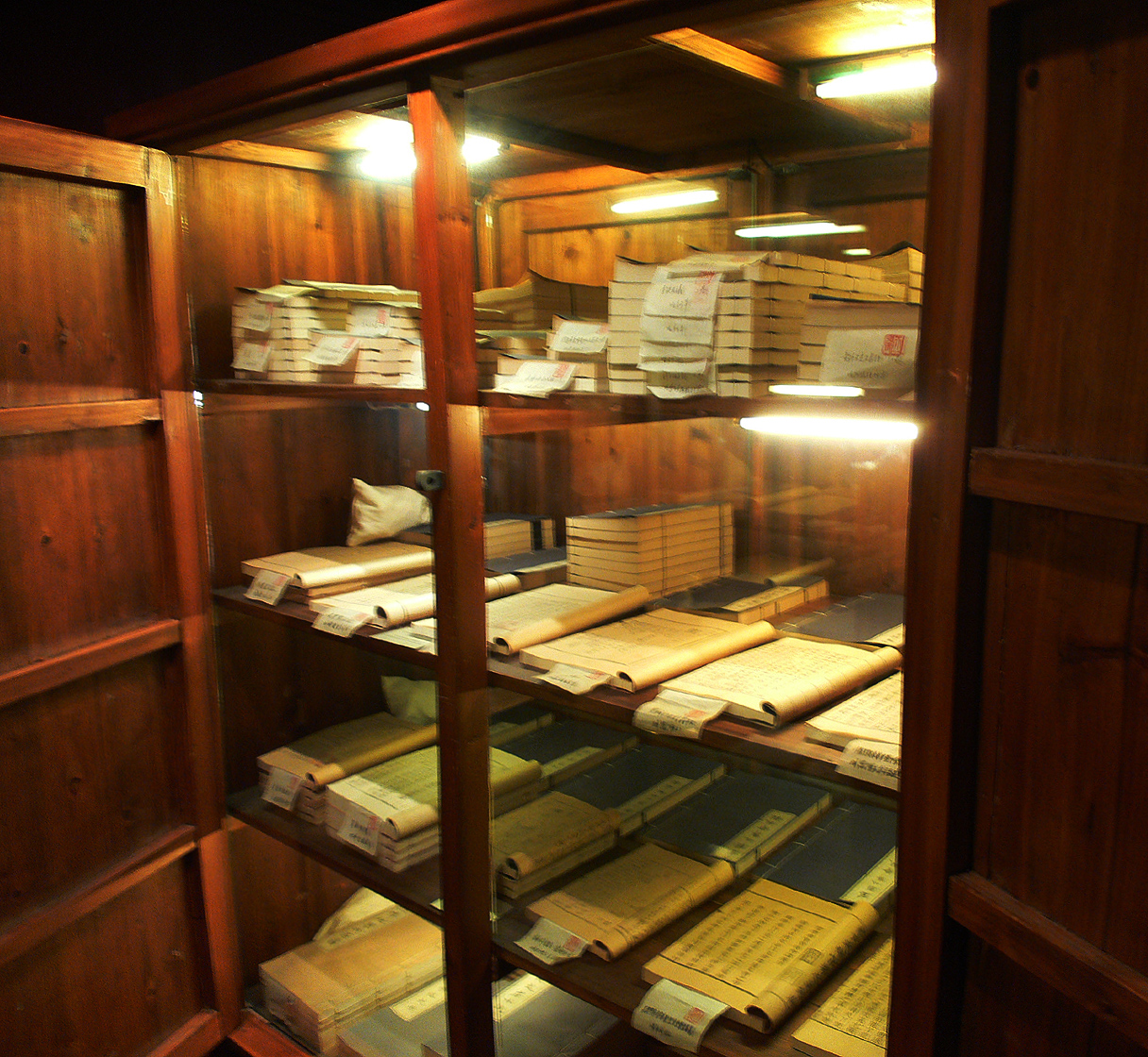
Raft de cărți din pavilionul Tian Yi Ge
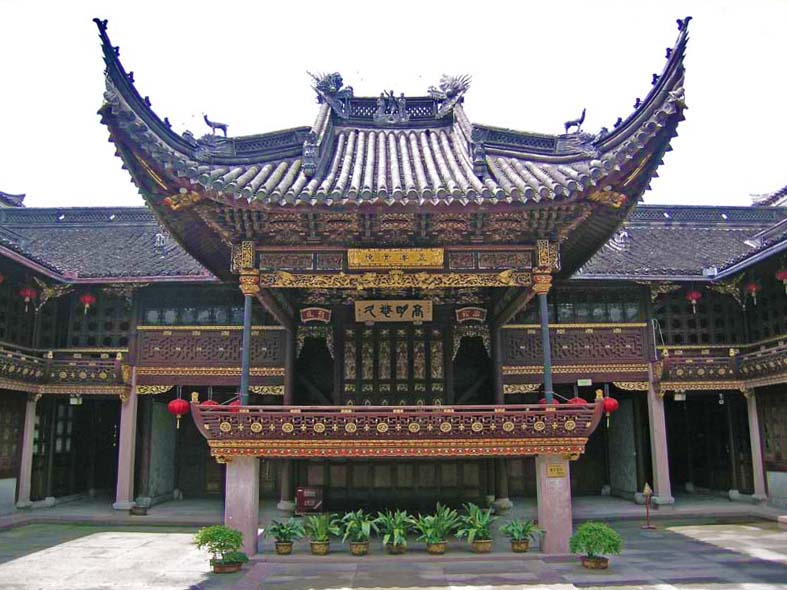
Qinshi xilou